# Milewo (powiat de Mońki)
Pour les articles homonymes, voir Milewo.
Milewo  est un village polonais de la gmina de Trzcianne dans le powiat de Mońki et dans la voïvodie de Podlachie. Il se situe à environ 8 kilomètres à l'ouest de Trzcianne, à 6 kilomètres au sud-ouest de Mońki et à 44 kilomètres au nord-ouest de Białystok.
Selon le recenssement de la commune de 1921, ont habité dans le village 156 personnes, dont 148 étaient catholiques, 1 orthodoxes, et 7 judaïques. Parallèlement, tous habitants ont déclaré avoir la nationalité polonaise, 1 la nationalité biélorusse. Dans le village, il y avait 73 bâtiments habitables.